# Dasychira albospargata
Dasychira albospargata är en fjärilsart som beskrevs av Holland 1893. Dasychira albospargata ingår i släktet Dasychira och familjen tofsspinnare. Inga underarter finns listade i Catalogue of Life.